# 水沢はるか
水沢 はるか（みずさわ はるか、1979年1月7日 - ）は、日本でタレント活動をしていた東京都出身のアイドル。本名：迫田 悠。
立教大学在学中の1997年にミス立教に、1998年にミス日本コロンビアコーヒー賞に輝く。活動当時はセント・フォースに所属し、フジテレビの『スーパーナイト』に天気担当で出演した。後に立教大学を中退。